# الحصنان (حرض)

تعديل مصدري - تعديل

الحصنان هي إحدى قرى عزلة الشعاب بمديرية حرض التابعة لمحافظة حجة، بلغ تعداد سكانها 108 نسمة حسب تعداد اليمن لعام 2004.